# Seznam švicarskih pravnikov
Seznam švicarskih pravnikov.

## B
- Johann Jakob Bachofen (1815-1887) (tudi etnolog, filolog, antropolog...)
- Johann Caspar Bluntschli (1808-1881) (švicarsko-nemški)

## D
- Carla Del Ponte

## H
- Carl Hilty (1833-1909)
- Eugen Huber (1849-1923)

## R
- Virgile Rossel